# Eilenburg (stacja kolejowa)
Eilenburg – stacja kolejowa w Eilenburgu, w kraju związkowym Saksonia, w Niemczech. Według klasyfikacji Deutsche Bahn posiada kategorię 5.
Stacja została otwarta w 1871. Stacja została rozbudowana i stała się ważnym punktem transportu pasażerskiego i towarowego. Od 1990 nastąpił wzrost połączeń. Dziś kursują tędy pociągi regionalne, między innymi do Lipska, Halle (Saale), Hoyerswerdy i Cottbus. Poprzez City-Tunnel Leipzig stacja jest zintegrowana z siecią S-Bahn Mitteldeutschland.
Nie należy mylić tej stacji z dworcem Eilenburger Bahnhof w Lipsku.